# Selevk III. Keraun
Selevk III. Soter, imenovan Selevk Keraun (grško starogrško Σέλευκος Γ΄ ὁ Σωτήρ, ὁ Κεραυνός, Séleukos G΄ o Soter, o Keraunós), je bil od decembra 225 pr. n. št. do aprila/junija 223 pr. n. št.  vladar helenističnega Selevkidskega cesarstva,  * okoli 243 pr. n. št., † april/junij 223 pr. n. št.
Bil je njastarejši sin svojega predhodnika Selevka II. Kalinika in Laodike II.

## Življenjepis
Ob rojstvu je dobil po svojem prastricu, selevkidskem uradniku Aleksandru, ime Aleksander. Po prihodu na prestol se je preimenoval v Selevka. Po kratki vladavini, ki je trajala samo tri leta, v kateri se je neuspešno nadaljeval očetovo vojno proti  pergamskemu kralju Atalu I., so ga v Anatoliji umorili njegovi vojaki. Njegov uradni vzdevek Soter pomeni Rešitelj, Keraun pa Strela.